# Eindheffing
De term eindheffing heeft in het Nederlandse fiscale recht een tweetal betekenissen. 
Allereerst als het tegenovergestelde van het begrip voorheffing. Hiermee wordt aangegeven dat de betreffende heffing niet (meer) verrekenbaar is met een andere belasting, terwijl dit bij een voorheffing juist wel het geval is. 
Daarnaast wordt de term eindheffing gebruikt voor die vorm van loonheffing die niet van de werknemer maar van de werkgever wordt geheven. Dit is bijvoorbeeld het geval bij de belastingheffing over spaarloon. Als het tarief van een eindheffing wordt uitgedrukt in een percentage van het bedrag dat de werknemer ontvangt kan dit boven de 100% liggen, overeenkomend met het feit dat in de hoogste gewone schijf het percentage meer dan 50% is.